# Auriglobus remotus
Auriglobus remotus es una especie de peces de la familia Tetraodontidae en el orden de los Tetraodontiformes.

## Morfología
Los machos pueden llegar alcanzar los 6,2 cm de longitud total.

## Hábitat
Es un pez de mar de clima tropical y demersal.

## Distribución geográfica
Se encuentran en Asia: Indonesia.